# Aeroportul Gogebic-Iron County
Aeroportul Gogebic-Iron County (IATA: IWD, ICAO: KIWD, FAA LID: IWD) este un aeroport din Michigan, Statele Unite ale Americii ce deservește zona Ironwood⁠(d). Aeroportul a fost tranzitat în 2019 de 10.242 de pasageri.
Situat la o altitudine de 375 m, aeroportul dispune de 1 pistă.

## Infrastructură

### Piste
Aeroportul dispune de o singură pistă. Pista 09/27 are suprafața de asfalt și dimensiunile 6.502 picioare × 120 picioare. 